# Heliocypha
Heliocypha is een geslacht van libellen (Odonata) uit de familie van de Chlorocyphidae (Juweeljuffers).

## Soorten
Heliocypha omvat 2 soorten:
- Heliocypha huai Zhou & Zhou, 2006
- Heliocypha yunnanensis Zhou & Zhou, 2004